# Faimes

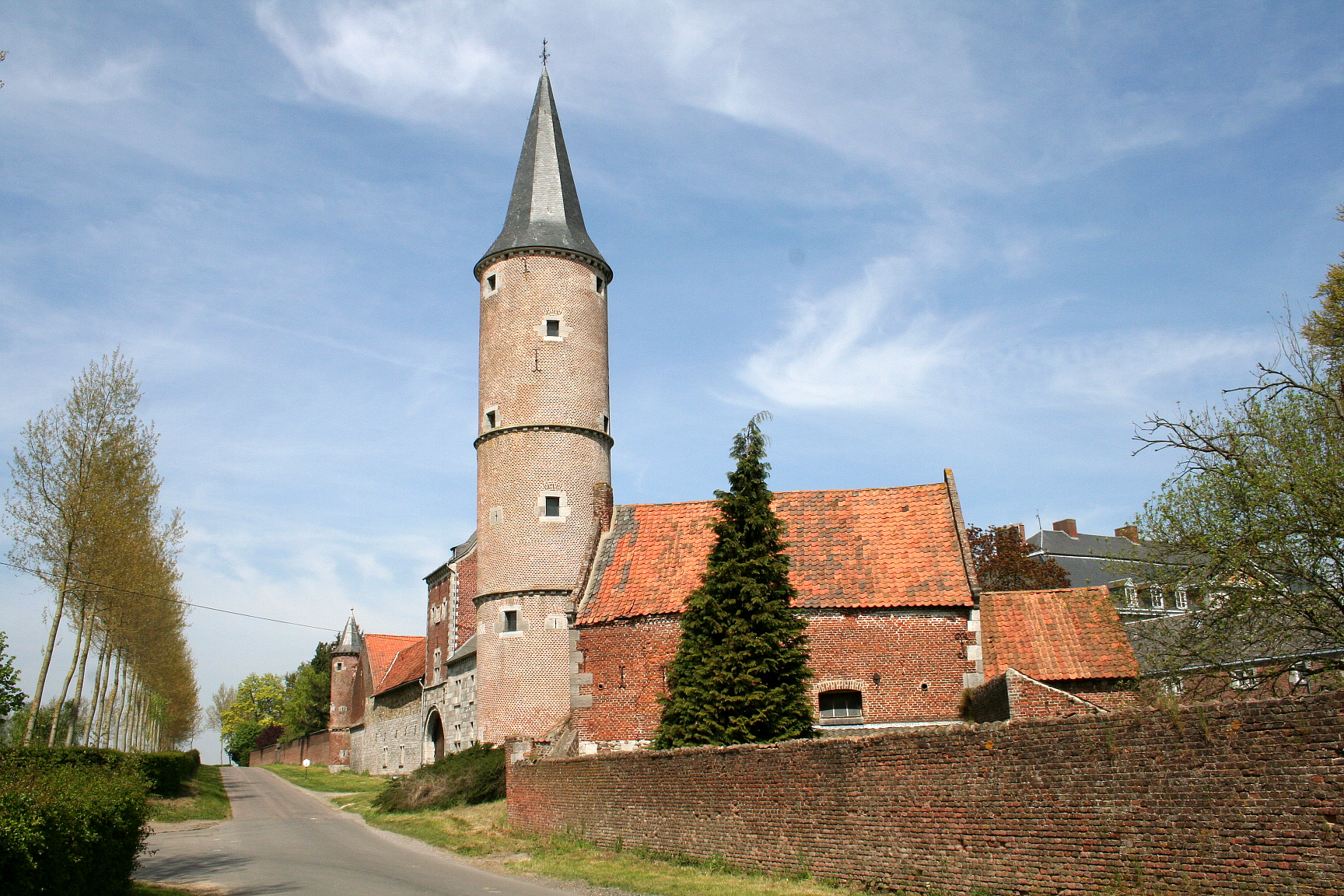
Les Waleffes, lâu đài thế kỷ 18.

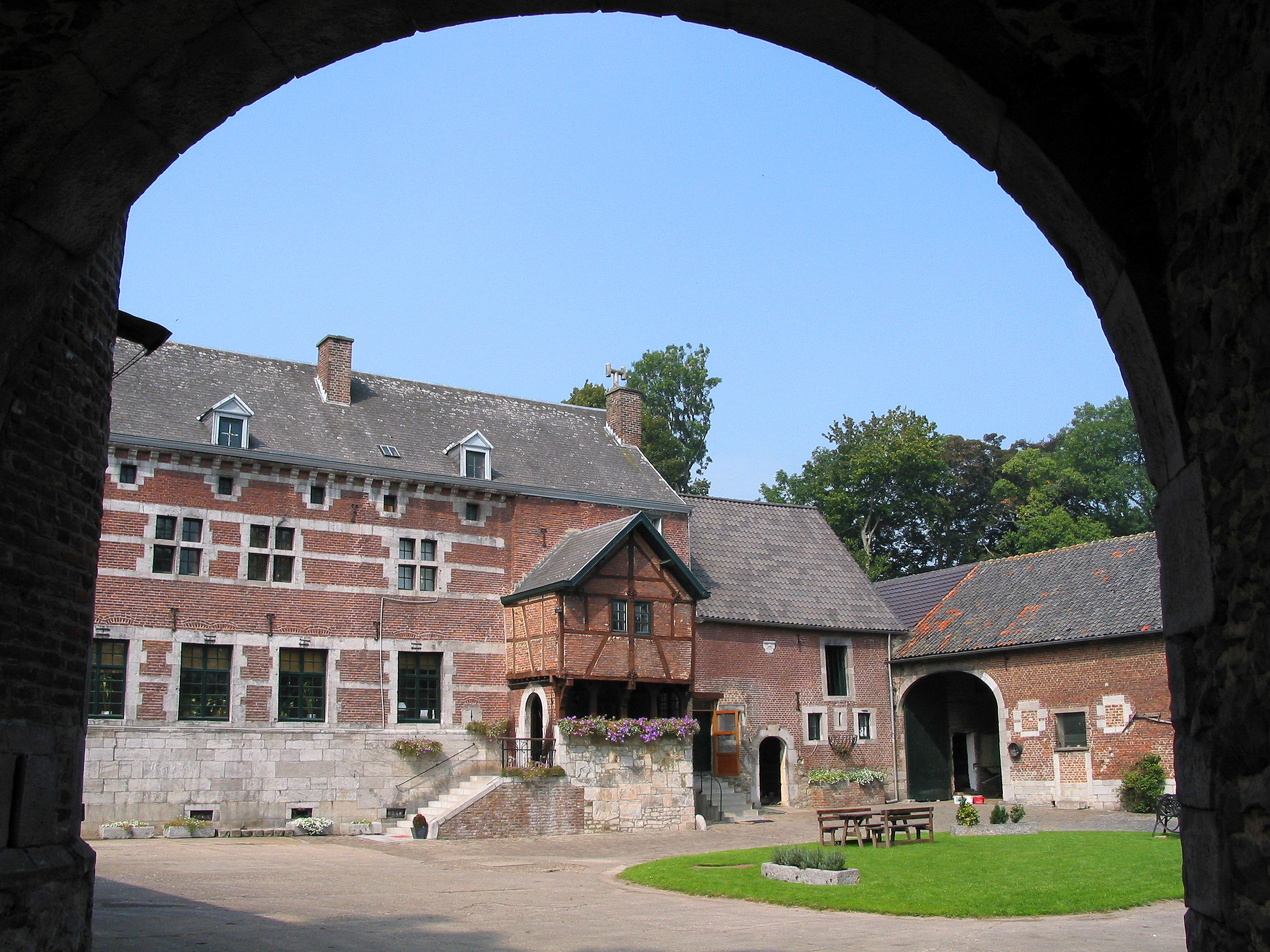
Les Waleffes, nông trang Saint-Pierre (1644).

Faimes là một đô thị ở tỉnh Liège. Tại thời điểm ngày 1 tháng 1 năm 2006, Faimes có tổng dân số 3.468 người. Tổng diện tích là 28,48 km² với mật độ dân số 122 người trên mỗi km².